# Château du Chassan
Le château du Chassan est un château situé sur la commune de Faverolles dans le Cantal, dans la région de Saint-Flour.

## Descriptions

### Constructions
La famille de Ponsonnailles de Grisols est propriétaire du château médiéval appelé château de Faverolles situé dans le village. À la même époque existait là où est le château actuel "le petit château du Chassan" composé de l'aile actuelle sud et d'une grosse tour.

Au XVIIIe siècle, Jean Francois de Ponsonnailles de Grisols (+1785) - dont l'épouse était Gabrielle Falcon de Longevialle - fit démolir le vieux château médiéval et transporter pierres et meubles pour construire l'actuel château.

Le château du Chassan comporte un corps central à cinq travées avec deux ailes de communs en équerre formant une cour d'honneur. Jardin à la française.

### Collections
Tapisseries, portraits, souvenirs de famille témoignent d’un style de vie ancien.
- Rétrospective de la vie rurale : outils, costumes et métiers d’antan.
- Exposition de fossiles, minéraux, gemmes.

## Historique
Les archives du Chassan remontent à 1335 ; il y eut entre autres :

### Famille de Ponsonnailles de Grisols
- Guyot Ponsonnailles, seigneur de Grizols et du Chassan, terres situées à  Faverolles, épouse le 20 janvier 1594 Charlotte d'Apchier, fille  de Jacques, seigneur de Billières et de Jeanne d'Amblard. Ils ont pour fils Mathieu de Ponsonnailles, seigneur de Grisolles et de Faverolles, chevau-léger dans la compagnie de Villeneuve.
- Raymond-Joseph de Ponsonnailles de Grisols, fils du Mathieu, précité et de Françoise de Chambreuil, épouse le 24 février 1677 Françoise de Montvallat, fille de Charles de Montvallat,  seigneur de Tournoël et de Gabrielle d'Apchon.
- Antoine de Ponsonnailles épouse Hélène Bérauld de Chabriac, dont il a deux fils qui meurent jeunes. Il fait la guerre d'indépendance d'Amérique, émigre, devient le premier conseiller général du  canton de Ruynes sous le règne de Louis XVIII.

Le dernier de la lignée, Hyppolite de Ponsonnailles de Grisols, légua, à son décès en 1843, le château du Chassan à son jeune cousin Alfred Triniac, âgé de 16 ans, ainsi qu'à sa cousine Philomène Loussert, fille d'Alexis, alors âgée de 6 ans, par testament olographe du 25 mars 1843 espérant qu'il soit fait un mariage entre eux. Alfred Triniac était le fils d'Étienne (1798-1864) et de Victoire Loussert du Groles (1800-1883), fille de Marie-Anne Bérauld de Charbiac. Alfred Triniac ne se maria pas avec sa cousine mais racheta la part de celle-ci lors d'une mise aux enchères.

### Famille Triniac
La famille Triniac possède le château du Chassan depuis quatre générations.

### Famille Bosquillon de Jenlis
- Suzanne Triniac, héritière du Chassan, a épousé le général Gonzague Bosquillon de Jenlis, d'une famille originaire de Montdidier. Leur fille, Laure Bosquillon de Jenlis, et son époux Louis-François Fontant, président de la chambre d'agriculture du Cantal, habitent le château.

## Visites
Inscrit à l'inventaire supplémentaire des monuments historiques.
Visites du 6 juillet au 31 août :  tous les jours de 14 h à 18 h 30.
Du 1er mai au 31 octobre : sur rendez-vous.